# Metall de d'Arcet
El metall de d'Arcet és un aliatge fusible constituït per 50% de bismut, Bi, 31,25% de plom, Pb, i 18,75% d'estany, Sn, el punt de fusió del qual és de 98 °C. Les proporcions exactes de la mescla varien segons els autors i es confonen amb altres aliatges molt semblants (metall de Rose, aliatge de Newton), totes molt properes a les proporcions del punt eutèctic de la mescla Bi/Pb/Sn situat a les proporcions 52,5% Bi, 32% Pb i 15,5% Sn, el qual punt de fusió és 95 °C. És utilitzat en la fabricació d'elements fusibles de seguretat, motlles, etc. Fou preparat pel químic francès Jean d'Arcet el 1775.